# João Baldasserini
João Baldasserini (23 gennaio 1984) è un attore brasiliano.

## Biografia
Italobrasiliano, figlio della cantante Kika Baldasserini, ha frequentato l'Università di San Paolo, dove ha anche completato la formazione artistica seguendo i corsi dell'annessa scuola di drammaturgia (in precedenza era stato allievo del Conservatório Dramático e Musical Doutor Carlos de Campos, a Tatuí). Dopo alcune prove in teatro, nel 2008 ha debuttato sul grande schermo interpretando uno dei quattro protagonisti del film Linha de passe, diretto dai due registi Walter Salles e Daniela Thomas. Dal 2010 è inoltre attore di telenovelas - dove ha ricoperto perlopiù ruoli da cattivo - tra le quali O Astro (premiata anche con un Emmy),  A Regra do Jogo, Pega Pega e Salve-se Quem Puder.

## Vita privata
Nel 2019 ha sposato Erica Lopes, che nello stesso anno gli ha dato un figlio, Heleno.